# 芭芭拉·萨金特
芭芭拉·萨金特（英語：Barbara Sargeant，1940年1月28日—2021年6月23日），澳大利亚女子游泳运动员，主攻蛙泳。她曾代表澳大利亚参加1958年大英帝国和英联邦运动会游泳比赛，获得女子440码混合泳接力银牌。